# Розівка (станція)
Ро́зівка — проміжна залізнична станція Лиманської дирекції Донецької залізниці на неелектрифікованій лінії 340 км — Волноваха між станціями Комиш-Зоря (27 км) та Зачатівська (11 км). Розташована в селищі Розівка Пологівського району Запорізької області.

## Історія
Станція відкрита у 1904 році, в ході будівництва залізничної лінії Пологи — Волноваха.
20 січня 2015 року, о 15:00, за декілька кілометрів від села Кузнецівка було підірвано залізничний міст на 360-му км лінії Комиш-Зоря — Розівка. Під час теракту мостом рухався вантажний поїзд за маршрутом Кривий Ріг — Сартана. Внаслідок вибуху 20 вагонів із концентратом перекинулись і зійшли з рейок. Залізничне сполучення у напрямку Волновахи було тимчасово припинене. Станом на початок 2016 року рух поїздів відновлено. 

## Пасажирське сполучення
До російського вторгнення, в Україну (з 2022) на станції зупинялися приміські поїзди сполученням Комиш-Зоря — Волноваха.
З 26 січня 2016 року на станції Розівка призначалася тарифна зупинка нічного швидкого пасажирського поїзда № 84/83 «Азов»  сполученням Маріуполь — Київ.
| Рух поїздів по станції Розівка (до 24.02.2022) |                        |                          |
| №                                              | Маршрут сполучення     | Періодичність курсування |
| Далеке сполучення                              |                        |                          |
| 67/68                                          | Маріуполь — Львів      | Через день               |
| 69/70                                          | Маріуполь — Львів      | Через день               |
| 77/78                                          | Маріуполь — Харків     | Через день               |
| 83/84 «Азов»                                   | Маріуполь — Київ       | Щоденно                  |
| 141/142                                        | Маріуполь — Одеса      | Через день               |
| Приміське сполучення                           |                        |                          |
| 955/956                                        | Волноваха — Комиш-Зоря | Щоденно                  |
| 957/958                                        | Волноваха — Комиш-Зоря | Щоденно                  |